# ژولیان سیمون
ژولیان سیمون (فرانسوی: Julien Simon‎؛ زادهٔ ۴ اکتبر ۱۹۸۵) دوچرخه‌سوار اهل فرانسه است.
از باشگاه‌هایی که در آن رکاب زده‌است می‌توان به تیم دوچرخه‌سواری کردیت اگریکول، تیم دوچرخه‌سواری سوجاسون، و تیم دوچرخه‌سواری کوفیدیس اشاره کرد.